# Ivan Hladík
Ivan Hladík (ur. 30 stycznia 1993 w Starej Turze) – słowacki piłkarz, występujący na pozycji obrońcy, w klubach słowackich, litewskich i polskich. 

## Kariera klubowa
W 2018 zdobył mistrzostwo Słowacji ze Spartakiem Trnawa, dla którego rozegrał 49 meczów w najwyższej klasie rozgrywkowej w latach 2016–2018. W sezonie 2018/2019 wystąpił w trzech meczach europejskich pucharów (dwumecz przeciwko Legii Warszawa w 2. rundzie eliminacyjnej Ligi Mistrzów oraz mecz 2. kolejki fazy grupowej Ligi Europy przeciwko Fenerbahçe SK). W 2019 roku zdobył mistrzostwo Litwy z Sūduvą Mariampol.
W 2021 rozegrał 30 meczów dla Puszczy Niepołomice w pierwszej lidze. 18 lutego 2022 został graczem trzecioligowej Stali Stalowa Wola, w której zadebiutował 12 marca meczem z Wisłoką Dębica. W tym spotkaniu zdobył swojego debiutanckiego gola dla klubu oraz został upomniany czerwoną kartką. Do końca sezonu 2021/2022 wystąpił jeszcze w ośmiu spotkaniach dla Stali.
14 lipca 2022 został zawodnikiem występującego w trzeciej lidze słowackiej klubu ŠKF Sereď.